# 純情ロマンチカ 〜恋のドキドキ大作戦〜
『純情ロマンチカ 〜恋のドキドキ大作戦〜』（じゅんじょうロマンチカ 〜こいのドキドキだいさくせん〜）は、2008年11月27日にマーベラスエンターテイメントから発売されたPlayStation 2用ゲームソフトである。

## 概要
テレビアニメ『純情ロマンチカ』から「純情ロマンチカ」（宇佐見秋彦×高橋美咲）、「純情エゴイスト」（草間野分×上條弘樹）、「純情テロリスト」（宮城庸×高槻忍）の3組より話が展開していく。またそれぞれの話が一部リンクしながら進んでいくのが特徴的。
タッチシステムがあり、ゲーム中にキャラクターの気になる場所をタッチすることができる。成功するとスペシャルイベントを見ることができる。
プレイ中に出てくる「選択肢」を選ぶことによって、その後の展開が変わる。「選択肢しおり」を手に入れないと、選ぶことのできない選択肢もある。

## あらすじ
純情ロマンチカ
毎回小説の締切を守ろうとしない宇佐見秋彦に、井坂龍一郎と相川絵理は高橋美咲に秋彦のスケジュール管理を頼んだ。しかし、美咲は大学で上條弘樹に課題としてを出されたレポートの締切日が秋彦の次の小説の締切日と重なってしまう。美咲は、鬼の上條のレポートと秋彦の小説の締切を守ることができるのか。
純情エゴイスト
大学で助教授を務める上條弘樹と、研修医の仕事とアルバイトも掛け持ちしている草間野分は、近頃は二人きりの時間を過ごせずにいた。その為、弘樹は野分に対し、労りの気持ちをこめてプレゼントを贈ろうと考える。
純情テロリスト
高槻忍の為に料理の本を買って帰ろうとする宮城庸だったが、上條弘樹と相談しているところを忍に目撃され誤解されてしまう。宮城は、忍の誤解を解き、忍に料理の本を渡すことができるのか。

## 登場人物
- 高橋美咲 - 櫻井孝宏
- 宇佐見秋彦 - 花田光
- 上條弘樹 - 伊藤健太郎
- 草間野分 - 神奈延年
- 宮城庸 - 井上和彦
- 高槻忍 - 岸尾だいすけ
- 相川絵理 - 並木のり子
- 井坂龍一郎 - 森川智之
- 朝比奈薫 - 置鮎龍太郎

## ミニゲーム
クマさがし
- 指定されたクマを制限時間以内に多く探すゲーム。高得点を出すとゲーム本編で選択肢を解除するためのしおりが貰える。

アヒルしわけ
- 流れてくるアヒルを 「○、△、□、×」ボタンを使いわけて、制限時間内に指定された場所へ仕分けていくゲーム。高得点を出すとゲーム本編で選択肢を解除するためのしおりが貰える。

ヒゲパンダダンス
- 画面下に指定される矢印と同じ方向を押し、ヒゲパンダを躍らせるゲーム。

## 主題歌
エンディングテーマ「衝動」
作詞・作曲 - 関口トモノリ / 歌 - pigstar